# Pájinas libres
Pájinas libres fue editado por primera vez por la imprenta de Paul Dupont en 1894, recogiendo una serie de conferencias, discursos y artículos del escritor y filósofo peruano Manuel González Prada, redactados en una propuesta ortográfica personal del autor la cual se ha respetado hasta la actualidad.
La obra que le significó ser excomulgado de la iglesia católica, sostiene la crítica social hacia los gobernantes peruanos, la literatura peruana, la derrota con Chile, la literatura griega, la moral, la religión, la filosofía, el espíritu peruano y muchos otros hacia liberales, conservadores, etc. Alonso Rabí Do Carmo escribe:

«Ahora bien, ¿cuál es el hilo conductor de estos textos, qué tienen en común, tratando como tratan temas tan diversos? Ese elemento es sin duda la Guerra contra Chile, que atraviesa estas páginas como un fantasma perverso. Ese es el motivo que González Prada emplea como espejo para mirar los problemas de "su" Perú contemporáneo, sus miserias la corrupción de sus gobernantes, la ceguera de su clero, la voracidad de sus militares, la inacción de sus ciudadanos, la humillante postergación de los indígenas, el atraso de la literatura, etcétera. Todo esto, de alguna manera, tiene en la derrota con Chile una explicación dolorosa».

## Capítulos de la obra
- Primera Parte
  - Conferencia en el Ateneo
  - Discurso en el Palacio de la Exposición
  - Discurso en el Teatro Olimpo
  - Discurso en el entierro de Luis Márquez
- Segunda Parte
  - Grau
  - Discurso en el Politeama
  - Perú y Chile
  - 15 de julio
- Tercera Parte
  - Vigil[2]
  - Instrucción católica
  - Libertad de escribir
  - Propaganda y ataque
- Cuarta Parte
  - Víctor Hugo
  - Renan
  - Valera
  - Castelar
- Quinta Parte
  - Los fragmentos de Luzbel
  - Notas acerca del idioma
  - La Revolución Francesa
  - La muerte y la vida.
  - La esperanza